# Piotr Haczek
Piotr Haczek (* 26. Januar 1977 in Żywiec) ist ein ehemaliger polnischer Leichtathlet, der sich auf den 400-Meter-Lauf spezialisiert hatte. Seine größten Erfolge feierte er als Staffelläufer.
1997 gewann er bei den U23-Europameisterschaften die Goldmedaille in der 4-mal-400-Meter-Staffel und die Silbermedaille im 400-Meter-Lauf. Seine erste internationale Medaille im Erwachsenenbereich stammt von den Weltmeisterschaften im selben Jahr in Athen. Gemeinsam mit Tomasz Czubak, Piotr Rysiukiewicz und Robert Maćkowiak belegte er in 3:00,26 min den vierten Platz in der Staffel. Die polnische Mannschaft rückte jedoch später um einen Rang auf, als die US-amerikanische Staffel wegen eines Dopingvergehens ihres Läufers Antonio Pettigrew nachträglich disqualifiziert wurde.
Dieselbe polnische Mannschaft gewann bei den Europameisterschaften 1998 in Budapest die Silbermedaille hinter der britischen Staffel. Bei den Hallenweltmeisterschaften im folgenden Jahr in Maebashi gewann Haczek mit der  Staffel eine weitere Silbermedaille. Dabei wurde Tomasz Czubak durch Jacek Bocian ersetzt. Die polnische Staffel stellte mit einer Zeit von 3:03,01 min einen Halleneuroparekord auf. Nur die US-amerikanische Mannschaft war in diesem Rennen schneller und erzielte einen Hallenweltrekord (3:02,83 min).
Ein halbes Jahr später bei den Weltmeisterschaften in Sevilla zeichnete sich zunächst dasselbe Resultat ab. Die polnische Staffel – dieses Mal in der Besetzung Czubak, Maćkowiak, Bocian, Haczek – wurde in 2:58,91 min zweite hinter der US-amerikanischen. Wegen der Beteiligung Antonio Pettigrews kam es jedoch auch hier zu einer nachträglichen Disqualifikation, so dass der Weltmeistertitel dem polnischen Quartett zufiel. 1999 hatte Haczek als U23-Europameister im 400-Meter-Lauf auch seinen größten internationalen Erfolg als Einzelstarter erzielt.
Haczek startete wie bereits 1996 auch bei den Olympischen Spielen 2000 in Sydney für die polnische Staffel, die dort den siebten Rang belegte. Außerdem trat er über 400 Meter an und erreichte die Halbfinalrunde. Mit denselben Mitstreitern wie 1999 in Maebashi startete Haczek bei den Hallenweltmeisterschaften 2001 in Lissabon. Die polnische Mannschaft sicherte sich diesmal in 3:04,47 min den Titel und schlug dabei überraschend die favorisierte US-amerikanische Staffel um 17 Hundertstelsekunden. Haczeks letzter großer Erfolg war der Gewinn der Bronzemedaille in der 4-mal-400-Meter-Staffel bei den Weltmeisterschaften im selben Jahr in Edmonton. Gemeinsam mit Rafał Wieruszewski, Piotr Długosielski und Piotr Rysiukiewicz erzielte er eine Zeit von 2:59,71 min. Wieder profitierte die ursprünglich viertplatzierte polnische Mannschaft von der nachträglichen Disqualifikation Pettigrews.
Piotr Haczek ist 1,88 m groß und hatte ein Wettkampfgewicht von 72 kg.

## Bestleistungen
- 200 m: 20,97 s, 17. Juni 2000, Biała Podlaska
- 400 m: 45,43 s, 23. September 2000, Sydney
  - (Halle): 46,64 s, 22. Februar 1999, Spała